# Villa Canne
Villa Canne is een monumentaal landhuis met een Engels landschapspark in de Nederlandse stad Maastricht. Het landgoed is gelegen aan de Mergelweg nr. 454 in de buurtschap Nekum in het Jekerdal. De villa kwam omstreeks 1850 tot stand en was meer dan een eeuw eigendom van de familie Regout.

## Geschiedenis
Petrus Laurentius ("Petrus I") Regout (1801-1878), de grondlegger van de Maastrichtse kristal-, glas- en aardewerkfabrieken, kocht het landgoed in 1852 en liet er een eclectische villa op bouwen. De villa lag naast zijn vernismaalderij gevestigd in de Nekummermolen bij de Jeker, destijds in de gemeente Sint Pieter gelegen. Het landgoed met de villa en twee watermolens zijn afgebeeld op een lithografie in zijn Album dédié à mes enfants et mes amis, dat hij in 1868 in Parijs liet samenstellen om zijn bezittingen te tonen. Het huis was waarschijnlijk bedoeld als een investering voor de toekomst. In 1853 kregen de Maastrichtse jezuïeten het in bruikleen, die het als buitengoed gebruikten voor studenten en docenten van het Canisianum aan de Tongersestraat. Na het overlijden van de oude Regout, erfde zijn zoon Petrus Alexander ("Petrus II") het landgoed. Deze ging er met zijn gezin wonen, waardoor de jezuïeten in 1879 moesten vertrekken. Later kregen de jezuïeten de beschikking over een ander buitengoed in deze omgeving, de villa Campagne aan de Susserweg op de Louwberg.

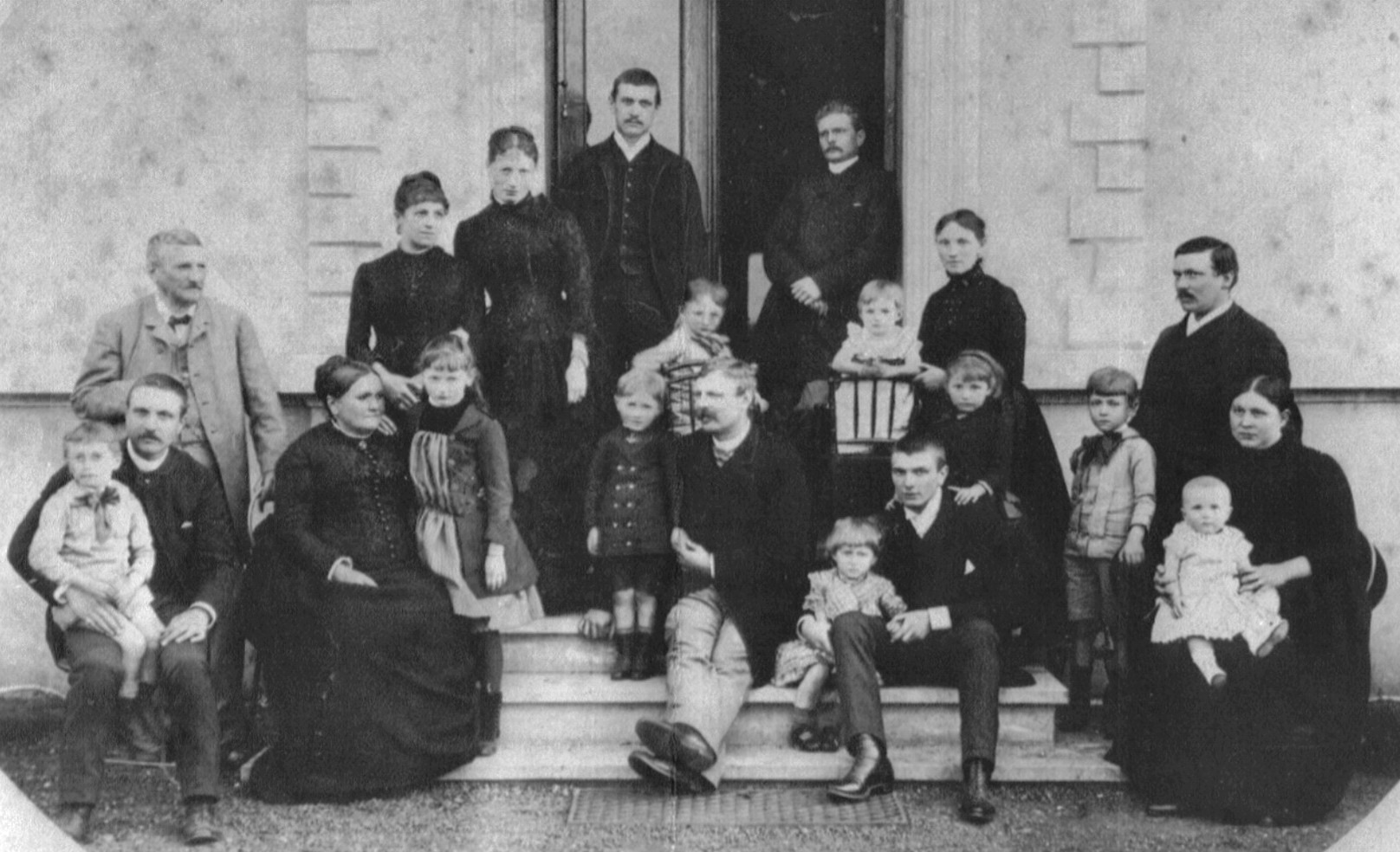
Familieportret Regout bij villa Canne. Staande links Petrus II

Petrus II Regout (1828-1897) breidde het huis uit met een keuken en dienstvertrek aan de westzijde. Het oude koetshuis met koetsierswoning aan de Mergelweg dateert uit 1886 en werd eveneens in opdracht van Petrus II gebouwd. Na zijn dood erfde zijn tweede zoon Jules Joseph Hubert ("Jules I") Regout het landgoed in 1897. Jules I (1855-1932) was de oprichter en directeur van de N.V. Wolindustrie v/h Jules Regout & Co., een dekenfabriek aan de Kleine Looierstraat, die van 1875 tot 1936 bestond. Jules woonde in villa Canne met zijn vrouw Frederika Berger en hun vijf kinderen. In 1905 werd de villa verbouwd en kwam een nieuw koetshuis (met paardenstallen) tot stand, ontworpen door de architect Sandhövel. Mogelijk was dit tweede koetshuis noodzakelijk omdat het eerste werd verbouwd tot woning. De bouwactiviteiten vielen min of meer samen met het moment waarop Jules II Regout (1881-1956) er met zijn gezin kwam wonen (met na verloop van tijd zestien kinderen!). Jules II was behalve fabrieksdirecteur en bestuurder ook boer, met een twintigtal koeien en fruitboomgaarden.
In 1957, een jaar na de dood van Jules II, werd villa Canne verkocht aan de Koninklijke Nederlandse Papierfabriek (KNP), die het landgoed als ontspanningsoord voor werknemers benutte. Na een renovatie in de jaren 70 worden zowel de villa als de twee koetshuizen particulier bewoond.

## Beschrijving

### Huis en interieur
De villa uit 1852 bestaat uit twee verdiepingen (plus een souterrain) en heeft een gebroken schilddak. Het souterrain is opgetrokken uit mergel. De kapconstructie werd omstreeks 1920 vernieuwd. De gevels zijn gestuct en okergeel geschilderd  met uitzondering van de hardstenen lijsten en ornamenten. De voor- en achtergevel zijn vrijwel identiek, met drie vensterassen en in de middelste as een toegangsdeur. Daarboven bevindt zich aan beide gevels een balkon en daarboven een erker, bekroond door een fronton. De smeedijzeren serres uit de jaren 20 aan de noord- en oostgevel zijn bij een latere verbouwing verwijderd, evenals de smeedijzeren terrasbalustrade aan de zuidgevel.
Van het interieur zijn vermeldenswaardig: de parket- en mozaïektegelvloeren op de begane grond, de muren en plafonds met sierstucwerk, de lambriseringen en paneeldeuren, de houten trap met balustrade en diverse marmeren schoorsteenmantels.

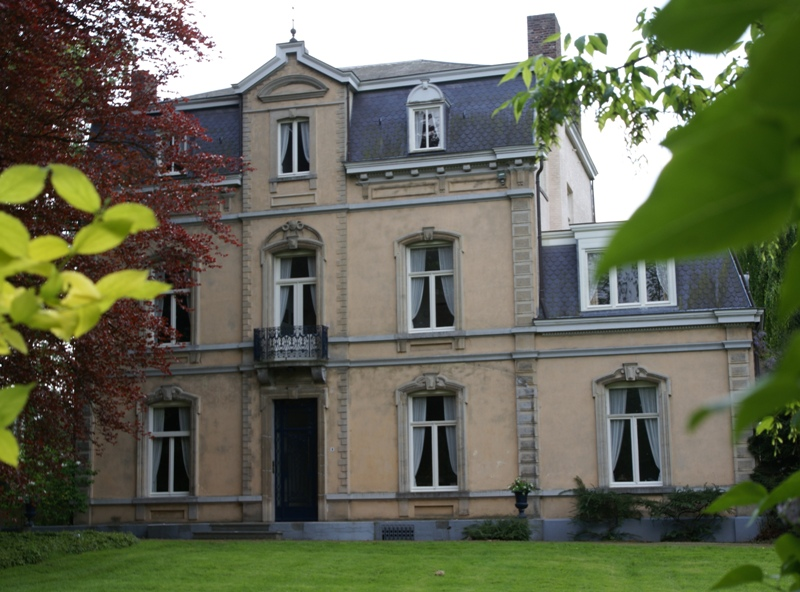
Voorgevel met aanbouw
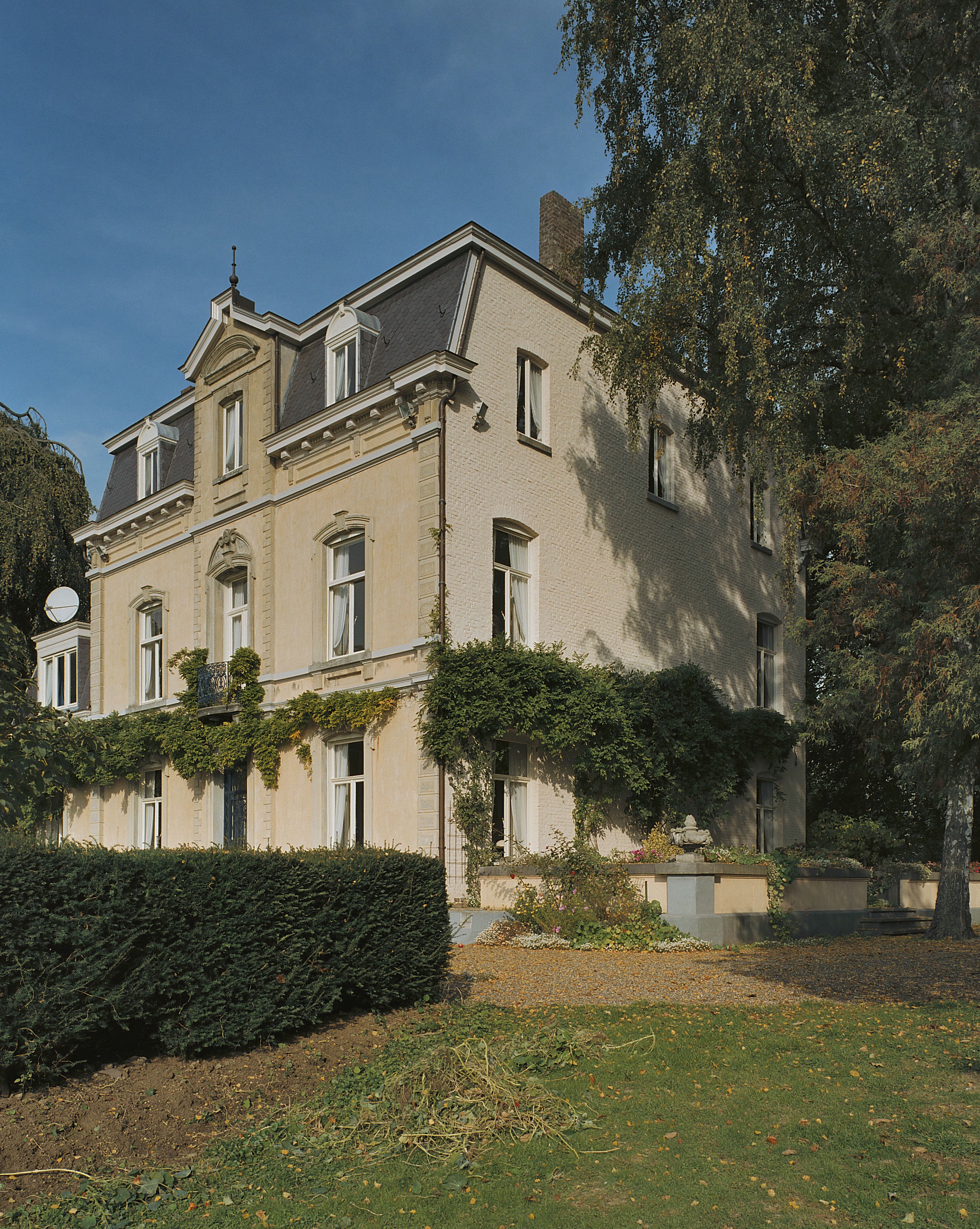
Achter- en zijgevel
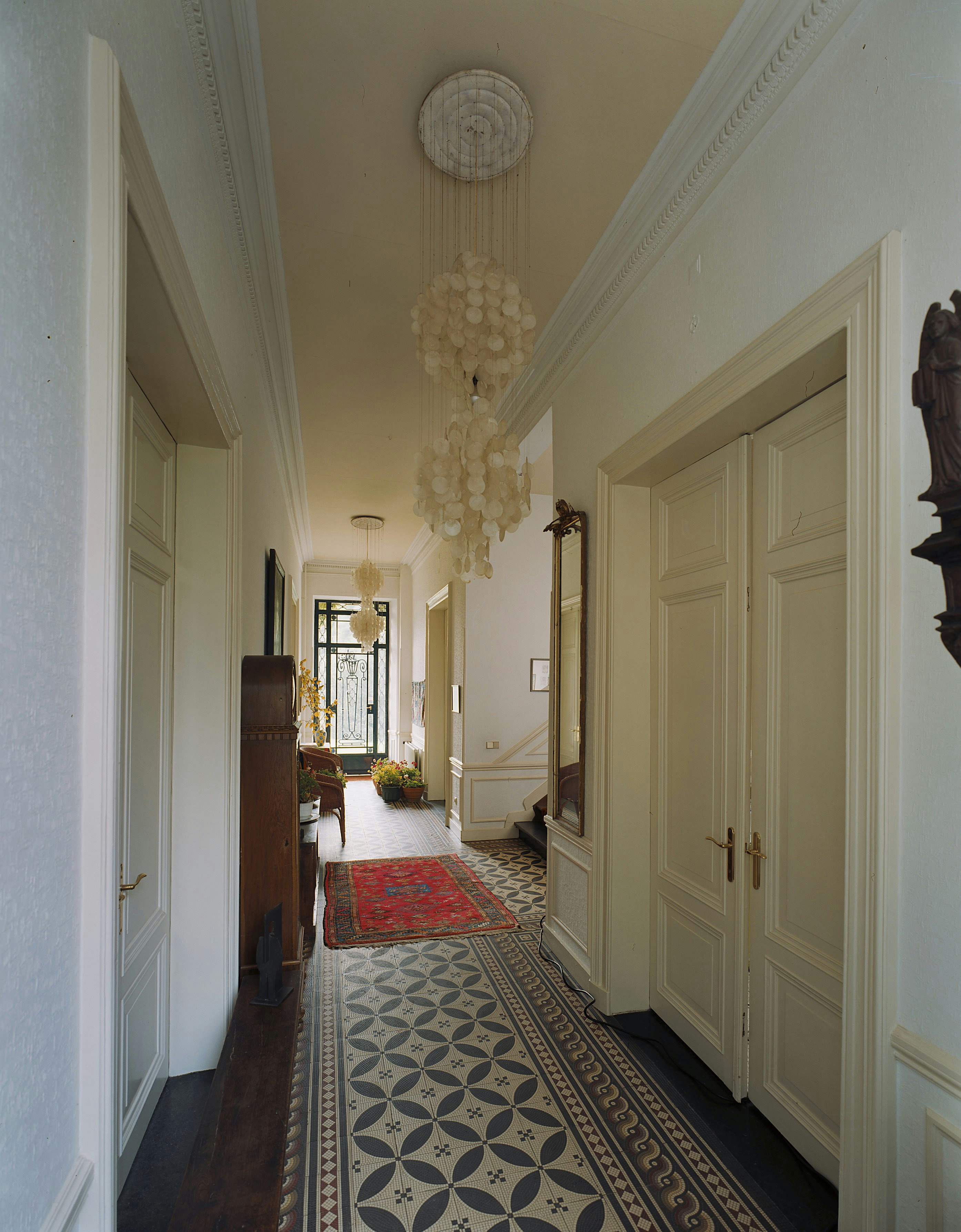
Gang met tegelvloer
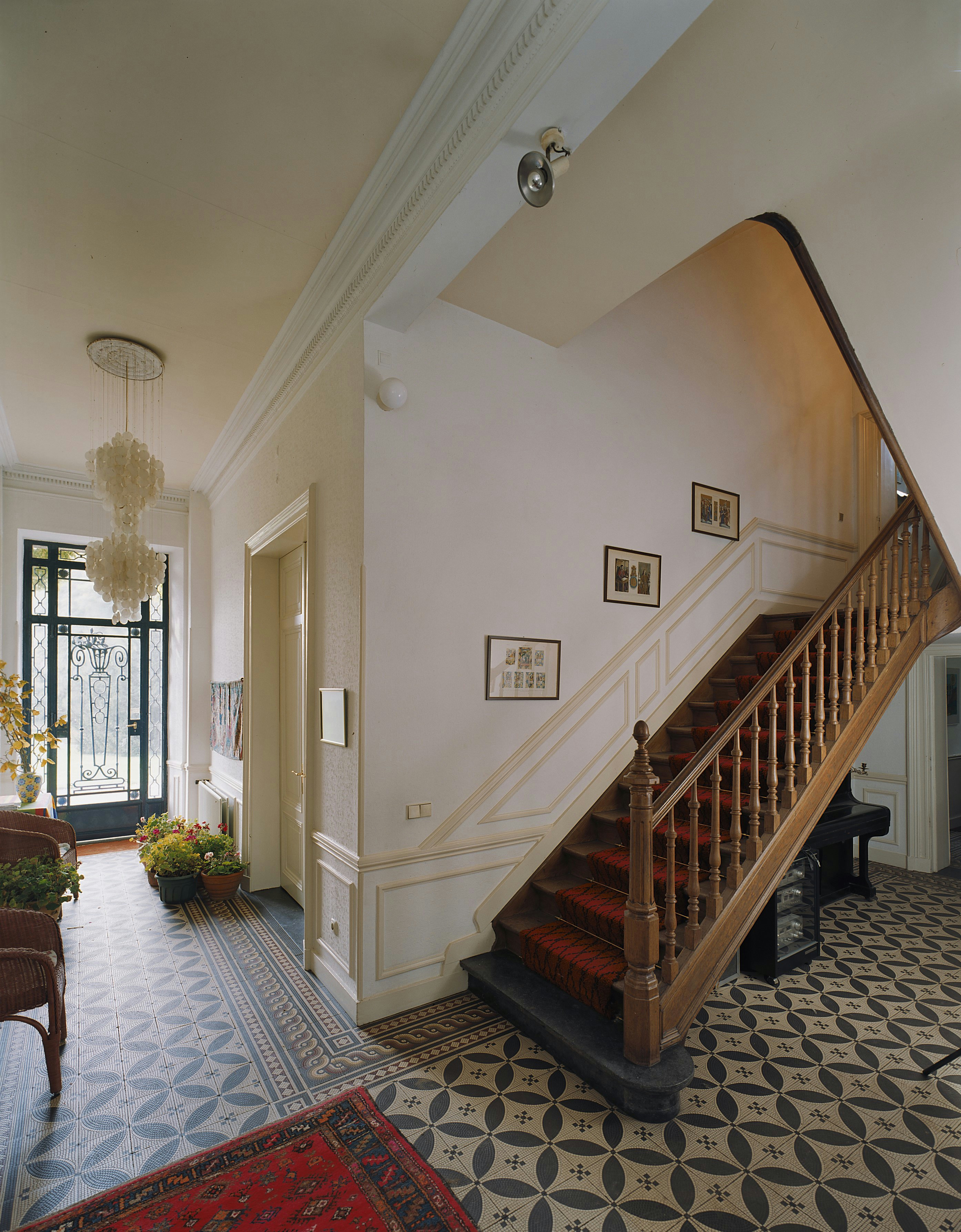
Trappenhuis

### Koetshuizen, tuin en landerijen
De oude koetsierswoning aan de Mergelweg is een groot, vrijstaand pand met bakstenen gevels, die invloeden van de neogotiek tonen. De sluitsteen boven de inrijpoort vermeldt 'P.R. 1886', verwijzend naar Petrus II Regout. Het nieuwe koetshuis met koetsierswoning en stallen uit 1905 is in het talud van de Nekummerweg gebouwd, vlak bij de Jekeroever, en heeft een U-vormige plattegrond. Het interieur is vrijwel ongewijzigd met onder andere blauw-wit betegelde lambriseringen, baksteengewelven op stalen profielen, en paardenboxen vervaardigd door de Brusselse constructeur Adolph Charlet & Cie.
De circa drie hectare grote tuin is aangelegd in de Engelse landschapsstijl, waarvan diverse restanten aanwezig zijn. Aan het begin van de oprijlaan staat een smeedijzeren hek, geflankeerd door twee bakstenen hekpijlers met gestucte ornamenten. Aan de voorkant van de villa staat een forse boomgroep; aan de zij- en achterkant enkele solitaire beuken. Een van de beuken is omstreeks 1855 aangeplant en heeft een omtrek van 7 m en een hoogte van bijna 30 m. Het omringende landgoed van ongeveer 15 ha loopt door tot aan de Jeker en bestaat voornamelijk uit hoogstamfruitbomen.

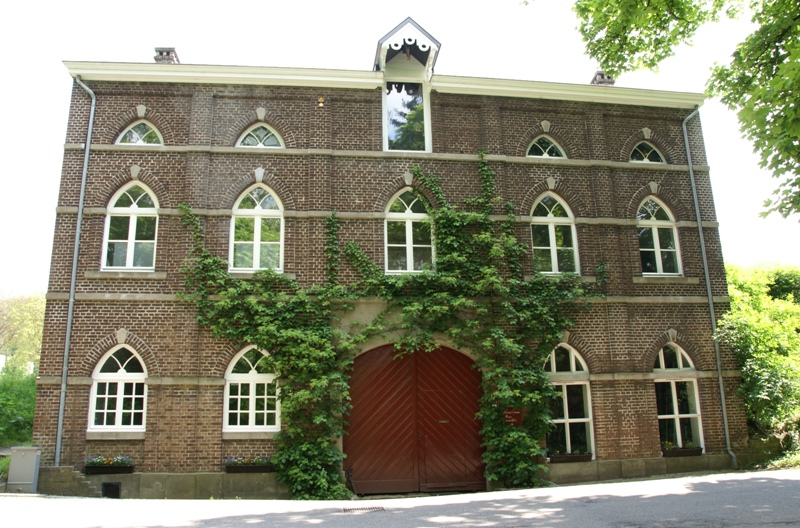
Oude koetsierswoning (2010)
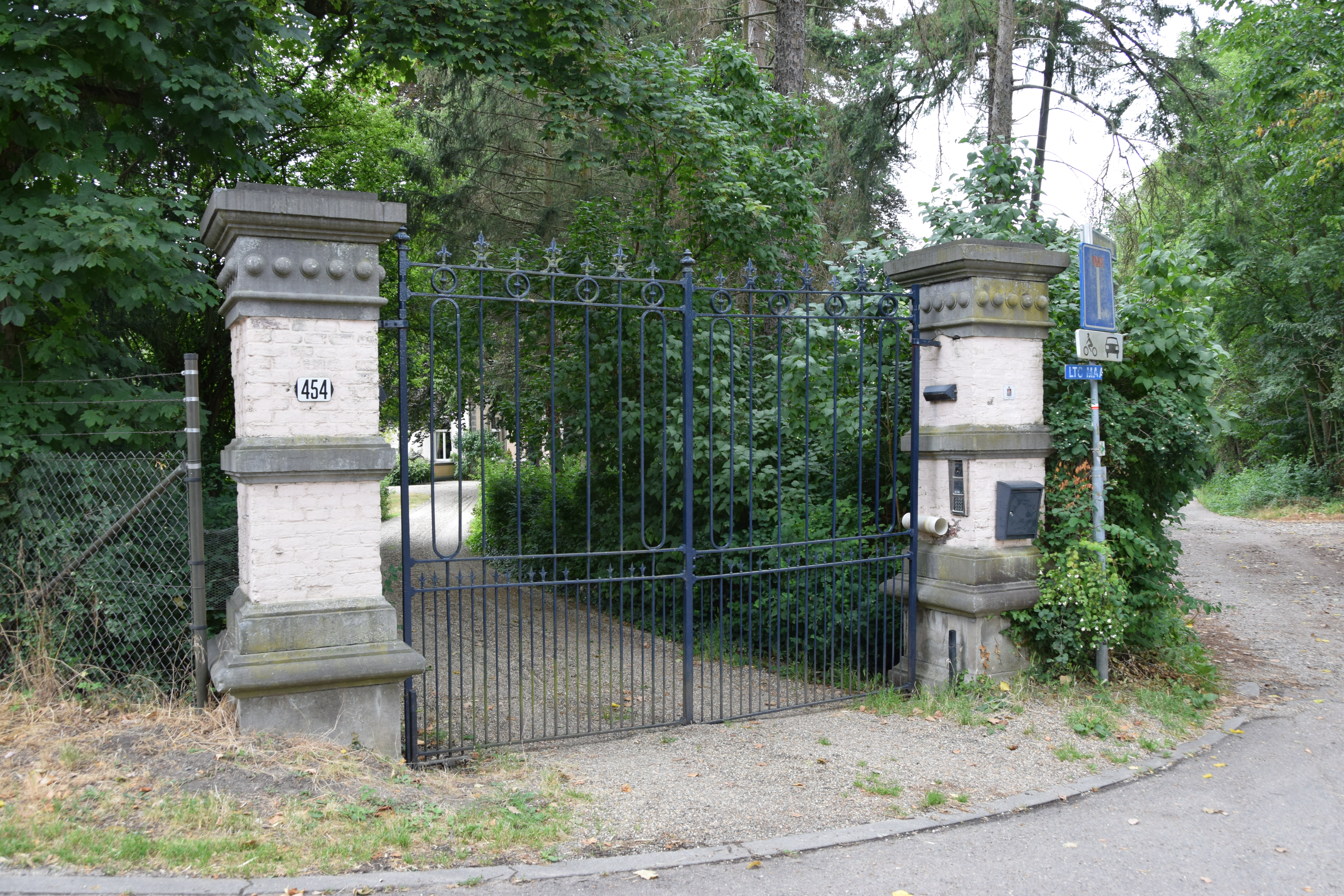
Toegangshek (2019)
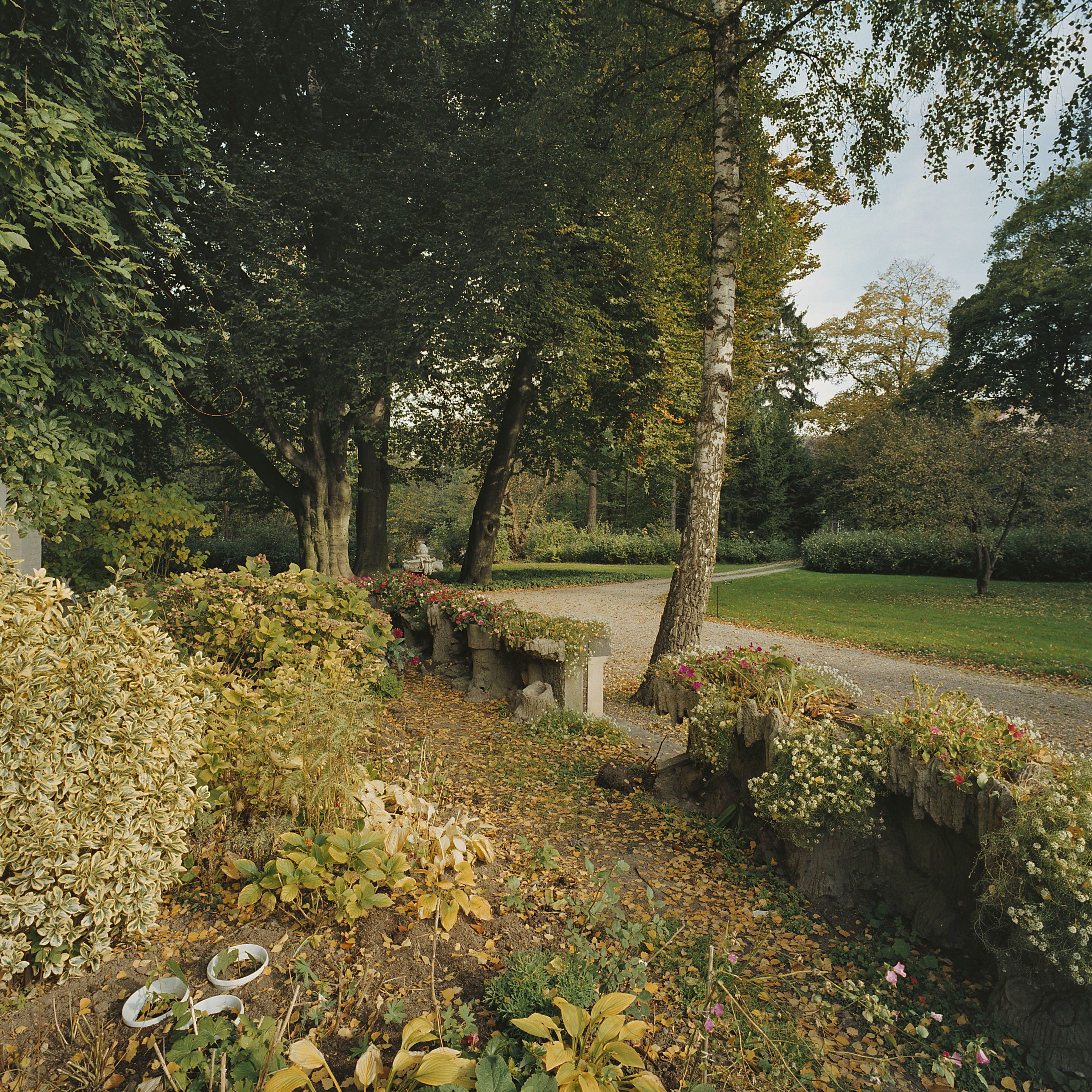
Tuin (2003)
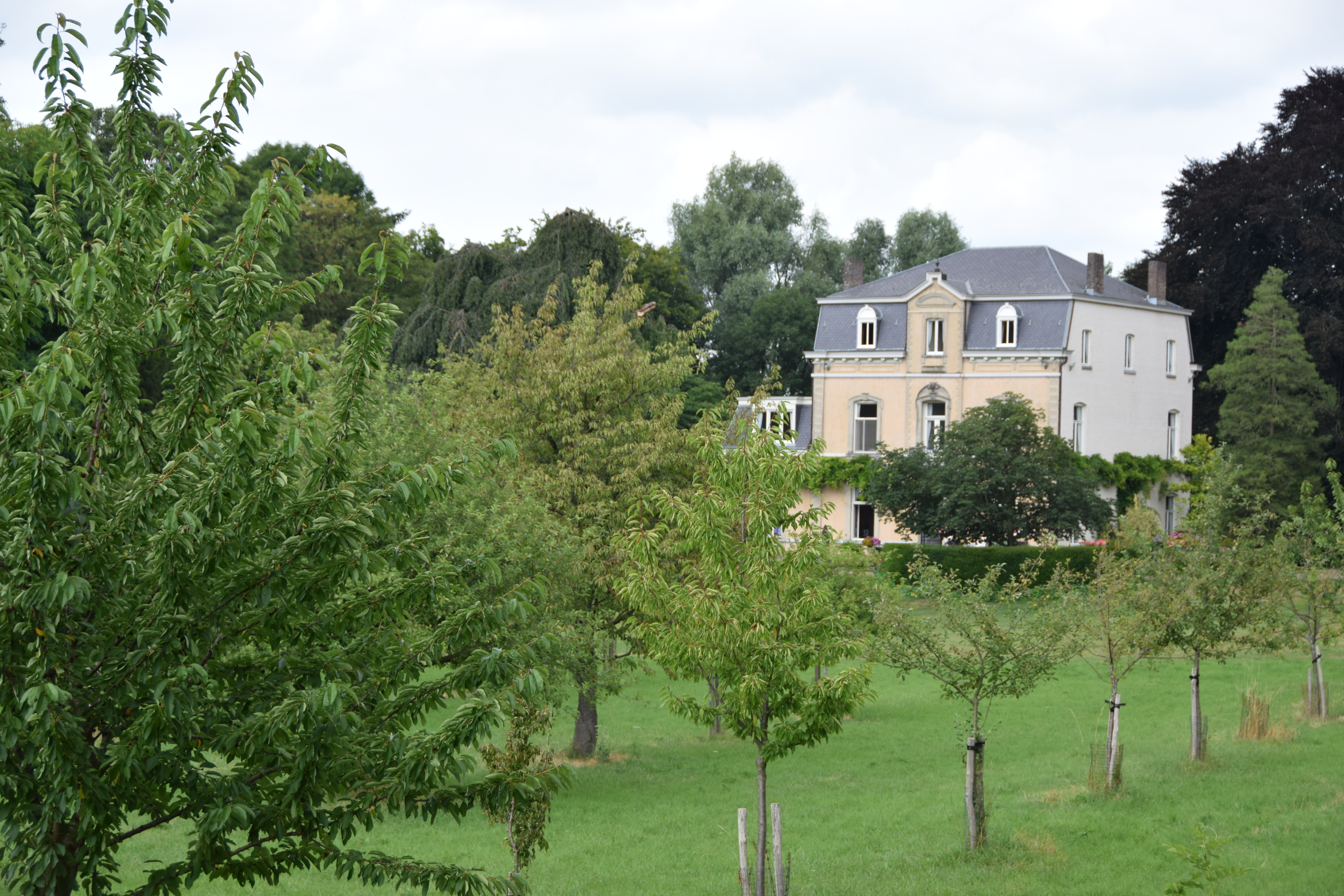
Hoogstamboomgaard (2019)